# Wadi Al Arab Dam
Wadi Al Arab Dam (arabiska: سد وادي العرب) är en dammbyggnad i Jordanien.   Den ligger i guvernementet Irbid, i den norra delen av landet, 80 km norr om huvudstaden Amman.
Terrängen runt Wadi Al Arab Dam är kuperad österut, men västerut är den platt. Runt Wadi Al Arab Dam är det tätbefolkat, med 442 invånare per kvadratkilometer. Närmaste större samhälle är Umm Qays, 6,1 km nordost om Wadi Al Arab Dam. Trakten runt Wadi Al Arab Dam består till största delen av jordbruksmark.